# یابلونکا (آستراخان)
یابلونکا (به لاتین: Yablonka) یک منطقهٔ مسکونی در روسیه است که در استان آستراخان واقع شده‌است.